# Beja (folk)
Beja eller bedja är ett nomadiskt, kushitiskt, huvudsakligen muslimskt folk som bebor  Egypten, nordöstra Sudan samt nordvästra Eritrea. De flesta talar beja/ta bedawie som är ett afro-asiatiskt språk, en minoritet talar tigre eller arabiska. Uppgifterna kring antalet som tillhör folkgruppen varierar mellan 1,9 miljoner och 2,3 miljoner.
En del är nomader, andra bofasta. En stor del lever dock moderna liv i städerna. Nomaderna praktiserar ännu sin traditionella lag (Salif), medan de bofasta accepterar sharia eller den sudanesiska. Nomaderna är ofta kamelägare. Deras välkända folksånger spelas på ett gitarrliknande instrument. De är även kända för sitt kaffe.[källa behövs]

## Historia
Sedan faraonernas tid har bejaerna bott i området vid östra Sudan, sydöstra Egypten, norra Etiopien, och Eritrea, och deras kultur har trots viss konvertering till och påverkan från islam mer eller mindre varit densamma de senaste 1 500 åren.[källa behövs] Bejaerna har under historien bekänt sig till olika trosuppfattningar, idag bekänner de sig till en muslimsk folkreligion.

## Traditioner
Beja tillämpar patrilinjär härkomst och släktskapet påminner om arabernas. Män tillåts månggifte enligt muslimsk tradition, men endast de rika tillämpar detta. Män förväntas gifta sig med fars brors dotter. Boskap används som hemgift. Pojkar genomgår omskärelse och flickor genomgår klitoridktomi.

## Bejafolk
- Ababde